# 韩志宏
韩志宏（？—），男，四川天全人，中华人民共和国軍事人物，中國人民解放军少將，中国共产党党员。
曾任職於四川軍區，擔任过西藏軍區拉萨警备区司令员，北京卫戍区副司令员。
2019年12月晋升少将军衔。